# Aeroportul Gomel
Aeroportul Gomel (IATA: GME, ICAO: UMGG) este un aeroport din Gomel, Homiel, Belarus ce deservește zona Gomel. Aeroportul a fost tranzitat în  de 45.000 de pasageri. A fost deschis în 1968 și numit după zona deservită.
Situat la o altitudine de 143 m, aeroportul dispune de 1 pistă.

## Infrastructură

### Piste
Aeroportul dispune de o singură pistă. Pista 11/29 are suprafața de beton și dimensiunile 2.570 m × 40 m. 